# Joaquim Rufino Ramos Jubé
Joaquim Rufino Ramos Jubé (Ouro Fino, 6 de agosto de 1859 — 12 de setembro de 1933) foi um político brasileiro.

## Biografia
Filho de Antônio Pereira Ramos Jubé e de Ivana Cordeiro. Em 1895 filiou-se ao Centro Republicano e nessa legenda foi eleito deputado estadual em Goiás para as legislaturas de 1895 a 1897, de 1898 a 1900 e de 1901 a 1903. Em 1897, 1900 e 1901 fez parte da mesa diretora da  Assembleia Legislativa de Goiás.
Em 1905 filiou-se ao Partido Republicano Federal de Goiás e elegeu-se senador estadual para a legislatura de 1905 a 1908. Foi também primeiro-secretário da mesa diretora do Senado estadual, em 1905 e 1907. Em 1909 mudou mais uma vez de partido, filiando-se ao então criado Partido Democrata, e reelegeu-se senador estadual para sucessivas legislaturas. Só deixaria o Senado em 1930, quando, com a vitória da Revolução de 1930, foram extintos todos os órgãos legislativos do país. 
Ao longo desse período presidiu o Senado estadual, posição que o habilitava a assumir a presidência do estado em caso de afastamento do presidente e da ausência de um dos três vice-presidentes eleitos. Por essa razão assumiu a presidência de Goiás nas seguintes ocasiões: de março de 1912, após Urbano Coelho de Gouveia ter renunciado, a maio do mesmo ano, quando foi substituído por Herculano de Sousa Lobo; de junho de 1913, após a renúncia de Herculano de Sousa Lobo, a julho do mesmo ano, quando foi substituído por Olegário Herculano da Silva Pinto; de junho de 1915 a maio de 1916, período em que Salatiel Simões de Lima esteve afastado; de dezembro de 1918 a abril de 1919, durante o afastamento de João Alves de Castro; de março a abril de 1924, durante o afastamento de Miguel da Rocha Lima; e ainda por um dia em julho de 1929, após a renúncia de Brasil Ramos Caiado. De 1914 a 1930, pertenceu à comissão executiva do Partido Democrático. 
Faleceu em 12 de setembro de 1933 aos 74 anos de idade. Era casado com Maria Carlota d’Ascenção Silveira Ramos Jubé e foi pai de seis filhos.
Recebeu o título de comendador do Papa Pio X.